# Insurgency: Sandstorm
Insurgency: Sandstorm (с англ. — «Мятеж: Песчаная буря») — многопользовательский тактический шутер от первого лица, в сэттинге войны на Ближнем Востоке, разработанный компанией New World Interactive и изданный Focus Home Interactive. Игра является продолжением игры Insurgency 2014 года. Место действия игры — неназванный вымышленный ближневосточный регион. Игра рассказывает о конфликте между двумя фракциями: «Безопасность», являющаяся отражением различных мировых военных (в частности сил НАТО, США SOCOM, иракских вооруженных сил, афганских вооруженных сил, сирийских вооруженных сил, и силы Пешмерга) и «Повстанцы», в некоторой степени основанные на различных террористических группировках (ИГИЛ, Талибан, умеренная сирийская оппозиция)
Insurgency: Sandstorm была официально анонсирована 16 февраля 2016 года для платформы Windows. Релиз игры состоялся 12 декабря 2018 года. В декабре 2019 года было объявлено об отмене выхода игры для Linux и macOS. Версии для PlayStation 4 и Xbox One по различным причинам переносились, но в конечном итоге, релиз игры для этих платформ состоялся 29 сентября 2021 года. Версии для PlayStation 5 и Xbox серии X / S, с обновлениями, планируется выпустить в 2022 году, чтобы воспользоваться преимуществами оборудования нового поколения консолей.
Insurgency: Sandstorm получила признание критиков за реалистичный игровой процесс, дизайн уровней, звуковой дизайн, атмосферу, графику и плавную анимацию, но и подверглась критике за технические проблемы и оптимизацию, а некоторые были возмущены из-за отмены запланированной сюжетной кампании.

## Игровой процесс
Подобно Insurgency и Day of Infamy, Insurgency: Sandstorm имеет минимальный HUD, без индикатора здоровья, количества боеприпасов или миникарты. В серии Insurgency есть «медленный», тактический, реалистичный игровой процесс с моментами напряженности. Оружие очень смертоносное, умереть можно от 1-5 попаданий (в голову всегда с одного). Как и предшественник игры (Insurgency), в большинстве игровых режимов Sandstorm нет мгновенного возрождения. Вместо этого после смерти игроки должны наблюдать и ждать, пока их команда выполнит задачу, чтобы возродиться. Отличия от Insurgency включают улучшенную визуализацию, огневую поддержку, добавление системы развития игрока, настройки персонажа, косметических разблокировок, а также больших карт и технических характеристик.
Игроки разделены на две команды: «Безопасность» и «Повстанцы». Служба безопасности в первую очередь использует модернизированное вооружение из стран НАТО, такое как карабин M4, G36K, L85A2, MP7 и M249 в то время как повстанцы используют сочетание более старого и более дешёвого оружия, начиная от советского оружия, такого как АКМ, ПМ, ТОЗ-194 и ПКМ, заканчивая устаревшим оружием времен Второй мировой войны, такое как Welrod и M1 Garand.
Игроки могут выбирать из восьми классов с различным вооружением: Стрелок, Прорывник, Осведомитель, Подрывник, Снайпер, Пулемётчик, Наблюдатель и Командир. У игроков есть ограниченное количество очков снабжения, которые можно потратить на оружие и снаряжение. Игроки могут модифицировать свое оружие с помощью дополнительных приспособлений, таких как прицелы, лазерные прицелы, сошки, дульные насадки, глушители и цевье, с дополнительными приспособлениями, доступными для определённых видов оружия и классов, например, подствольные гранатометы для взрывных устройств, противогазы, очки ночного видения, ракетные установки, пластиковая взрывчатка, а также доступны различные типы гранат. Игроки могут менять свою броню и количество боеприпасов, что влияет на их живучесть и боеприпасы соответственно, хотя оба влияют на физический вес и скорость передвижения.
Возвращение из Day of Infamy — это система огневой поддержки, которую может запросить командир, если дружественный наблюдатель находится в пределах 10 метров от него. Служба безопасности может вызвать непосредственную поддержку с воздуха, такую как стрейф A-10 или AH-64 Apache или UH-60 Black Hawk, чтобы кружить вокруг области и атаковать видимых врагов, хотя оба этих вертолета могут быть сбиты вражескими ракетными установками или противотанковыми ружьями. Повстанцы могут вызвать импровизированный удар дронов, ракетную артиллерию, дрон с СВУ, который ищет врагов и взрывается, когда они находятся в пределах досягаемости одного, или химический газовый удар, который убивает любого в радиусе действия без противогаза. Обе команды также имеют доступ как к фугасной, так и к дымовой артиллерии ; Служба безопасности стреляет меньшим количеством снарядов с большей точностью, в то время как повстанцы стреляют большим количеством снарядов с меньшей точностью.

## Издания
После анонса официально даты релиза на консолях, разработчики представили дополнительные издания игры.
| ИзданияНаборы        | Стандартное | Deluxe | Gold |
| -------------------- | ----------- | ------ | ---- |
| Базовая игра         | Да          | Да     | Да   |
| Пропуск первого года |             | Да     | Да   |
| Пропуск второго года |             |        | Да   |

## Разработка
Insurgency: Sandstorm была впервые анонсирована 23 февраля 2016 года на сайте New World Interactive. Игра разрабатывалась на движке Unreal Engine 4 вместо Source, как оригинальная Insurgency и Day of Infamy.
В начале разработки Insurgency: Sandstorm имела запланированную однопользовательскую и кооперативную сюжетную кампанию, сосредоточен на отряде персонажей, которые будут сталкиваться с ужасами войны, и преследовать свои личные цели. Трейлер кампании был показан на E3 2017. В начале января 2018 года New World Interactive объявила о отмене одиночной и кооперативной компании по ряду причин, одной из которых стало использование реальных военных конфликтов, которые будет ограничивать дизайнерскую свободу.
Разработчики, в лице ведущего дизайнера Майкла Царуха стремились «найти баланс» между тактическими военными симуляторами, такими как Arma и Squad, и казуальным шутерами, такими как Call of Duty, чтобы обеспечить как экшен, так и реализм в игровом процессе: "По-своему, я люблю игры, которые заходят так далеко, например «Call of Duty», где можно бесконечно бегать и прыгать очень высоко, — говорит он. «Но в „Арме“ некоторые люди думают, что опыт может стать слишком сложным на их вкус. Игры как эта и „Побег из Таркова“ имеют своё место, но не всем хочется двадцать минут бродить по лесу только для того, чтобы получить выстрел в спину от какого-то парня. В наших играх мы пытаемся найти баланс между ними, и я думаю, что мы нашли аудиторию, которая это ценит».
Изначально, релиз игры был намечен на 18 сентября 2018 года, впоследствии релиз был перенесен на 12 декабря 2018 года, в связи с плохим качеством игры, и бета-тест будет продолжен до этой даты.

## Выпуск и обновления
Релиз игры состоялся 12 декабря 2018 года для платформы Windows. В сентября 2019 года разработчики поделились новостью о том, что игра получит релиз на консолях PlayStation 4, Xbox One весной 2020 года. Спустя некоторое время релиз версий для консолей переносились из-за технических проблем. В феврале 2020 года разработчики объявили о выходе игры на консолях 25 августа 2020 года, но впоследствии релиз перенесли на неопределенный срок в связи с COVID-19. Релиз Insurgency: Sandstorm для консолей PlayStation 4, Xbox One, PS5, Xbox XS (по обратной совместимости) состоялся 29 сентября 2021 года, а на консолях PlayStation 5, Xbox X/S игра работает по обратной совместимости.
В марте 2019 вышло первое крупное обновление, которое привнесло новые механики и оружие, и переход игры на новую версию движка. В июне 2019 была представлена дорожная карта по обновлению игры, где в основную игру переберутся режимы из оригинальной Insurgency и Day of Infamy.В декабря 2019 было объявлено о выходе обновления игры версии 1.5, а так же сообщено о прекращении поддержки версий игры для Linux и Mac.

## Отзывы, продажи, награды
| Сводный рейтинг       | Сводный рейтинг                     |
| Агрегатор             | Оценка                              |
| --------------------- | ----------------------------------- |
| GameRankings          | 76,70 %                             |
| Metacritic            | PC: 78/100 PS4: 78/100 XONE: 82/100 |
| Иноязычные издания    |                                     |
| Издание               | Оценка                              |
| Game Informer         | 7,75/10                             |
| GameStar              | 81/100                              |
| IGN                   | 8,8/10                              |
| Jeuxvideo.com         | 16/20                               |
| PC Gamer (US)         | 85/100                              |
| Русскоязычные издания |                                     |
| Издание               | Оценка                              |
| Riot Pixels           | 67/100                              |
| StopGame.ru           | «Похвально»                         |

### Продажи
После релиза игры и первого крупного обновления, разработчики сообщили, что игра продалась более 500 тысяч копий.